# Kamala Sohonie
Kamala Sohonie, née Kamala Bhagvat le 18 juin 1911 à Indore et morte le 28 juin 1998 à New Delhi, est une biochimiste indienne. Son admission et son travail à l'Institut indien des sciences de Bangalore ont ouvert la voie à l'acceptation des femmes dans l'institution. Elle est la première femme indienne à recevoir un PhD en sciences en 1939.
Ses recherches portent sur les effets des vitamines et sur les valeurs nutritives des légumineuses et des groupes d'aliments consommés par les couches les plus pauvres de la population indienne. Kamala Sohonie a reçu le prix Rashtrapati pour son travail sur le Neera.

## Biographie

### Jeunesse et formation
Kamala Bhagvat est née en 1912 à Indore, Madhya Pradesh, Inde. Son père, Narayanarao Bhagvat, ainsi que son oncle, Madhavrao Bhagvat, sont chimistes et anciens élèves du Tata Institute of Sciences (qui devint plus tard l'Institut indien des sciences) à Bangalore. Kamala Bhagvat s'engage dans la même voie et obtient en 1933 un baccalauréat en chimie (principal) et en physique (secondaire) de l'université de Bombay.

### Admission à l'Institut indien des Sciences
Kamala (Bhagvat) Sohonie postule à l'Institut indien des sciences pour une bourse de recherche, mais sa candidature est rejetée par le directeur de l'époque, Chandrashekhara Venkata Râman, au motif que les femmes ne sont pas considérées suffisamment compétentes pour poursuivre des recherches,. Sohonie organise alors un satyagraha devant le bureau de C. V Raman. Il lui accorde alors une admission, mais sous conditions :
- elle ne sera pas reconnue comme candidate à part entière et sera en probation pour la première année ;
- elle travaillera tard dans la nuit selon les instructions de son superviseur ;
- elle ne gâchera pas l’ambiance du laboratoire (elle ne devra pas être une distraction pour les chercheurs masculins).

Sohonie accepte les conditions, contre son gré, et devient ainsi en 1933 la première femme à être admise dans l'institut. Selon ses dires : « Bien que Raman fût un grand scientifique, il était très borné. Je ne peux jamais oublier la façon dont il m'a traité simplement parce que j'étais une femme. Même alors, Raman ne m'a pas admis comme étudiante à part entière. Je l'ai vécu comme une insulte. Les préjugés contre les femmes étaient si communs à cette époque. À quoi peut-on s'attendre si même un lauréat du prix Nobel se comporte de cette manière ? ». L'année suivante, Sohonie devient étudiante de plein droit, et les femmes sont finalement admises à l'institution.

### Mort
Kamala Sohonie meurt en 1998, peu de temps après être tombée lors d'une cérémonie organisée par le Conseil indien de la recherche médicale (ICMR) à New Delhi.

### Vie privée
En 1947, elle épouse MV Sohonie, un actuaire, et déménage à Bombay.

## Recherches
Sohonie commence alors à étudier à l'IISc sous la direction de Sri Srinivasayya. Elle travaille sur les protéines du lait et les légumineuses (un sujet particulièrement important dans le contexte indien). Son dévouement et son travail de qualité influencent le directeur qui accepte officiellement les femmes à l'IISc un an après que Sohonie ait obtenu sa maîtrise avec distinction en 1936.
Elle est invitée à l'Université de Cambridge au Royaume-Uni où elle travaille sous la direction du Dr Derek Richter dans le laboratoire Frederick G. Hopkins. Elle est inscrite au Newnham College à partir de 1937. Lorsque Richter part, elle travaille sous la direction du Dr Robin Hill sur les tissus végétaux. Lors de ses travaux sur la pomme de terre, elle découvre l'enzyme « cytochrome c » qui joue un rôle essentiel dans la chaîne de transport d'électrons, qui est présent dans les cellules végétales, humaines et animales,,.
En 1939, après avoir obtenu son doctorat, Sohonie rentre en Inde où elle est nommée professeure et cheffe du département de biochimie du Lady Hardinge Medical College à New Delhi. Elle soutient le combat de Mahatma Gandhi et veut contribuer à la lutte nationaliste. Plus tard, elle travaille au Nutrition Research Laboratory, Coonoor en tant que directrice adjointe, travaillant sur les effets des vitamines.
En 1947, Sohonie est nommée professeure au Département de biochimie du Royal Institute of Science et travaille sur les aspects nutritionnels des gousses. Sa nomination au poste de directrice de l'Institut aurait été retardée de 4 ans en raison des préjugés sexistes de la communauté scientifique. Au cours de cette période, Sohonie et ses étudiants mènent des recherches importantes sur trois groupes de produits alimentaires qui sont principalement consommés par des couches de personnes financièrement défavorisées en Inde.
Sohonie travaille sur le « Neera » (sève extraite de l'inflorescence de diverses espèces de palmiers toddy) sur la suggestion du président indien de l'époque, Rajendra Prasad. Elle trouve des quantités significatives de vitamine A, de vitamine C et de fer dans cette boisson, et montre que ces éléments sont toujours présent dans le jaggery de palme et la mélasse.
Elle a reçu le prix Rashtrapati pour son travail dans ce domaine.
Sohonie est un membre actif de la Consumer Guidance Society of India (CGSI). Elle est élue présidente du CGSI pour la période 1982-1983 et elle rédige des articles sur la sécurité des consommateurs pour le magazine organisationnel Keemat.